# Пак, Андрей Инсунович
Андре́й Инсу́нович Пак (ноябрь 1926 — 1994) — советский геолог, доктор геолого-минералогических наук, лауреат Ленинской премии.

## Биография
В 1951 году окончил Узбекский государственный университет имени А. Навои. Работал главным геологом, начальником партий в Краснохолмской разведочной экспедиции. Участник открытия и разведки месторождений золота, серебра, урана, фосфоритов, бирюзы, кварцевых песков и других. Один из первооткрывателей Учкудукского уранового месторождения (вместе с В. М. Мазиным, Ф. Н. Абакумовым, А. А. Петренко, М. Э. Поярковой), на базе которого был создан Навоийский горно-металлургический комбинат.
С 1967 по 1994 год — старший и ведущий научный сотрудник Института геологии и геофизики Академии наук Узбекской ССР.

### Семья
Жена — Мария Борисовна Пак;
- три сына[2].

## Научная деятельность
В 1965 году защитил кандидатскую, в 1984 — докторскую диссертацию.

### Избранные труды
- Пак А. И. Эволюция кор выветривания в истории Земли. — Ташкент: Фан, 1987. — 156 с.

## Награды
- Ленинская премия 1959 года — за открытие уранового месторождения Учкудук (вместе с Ф. Н. Абакумовым, А. А. Петренко, М. Э. Поярковой, В. И. Кузьменко)[4]
- Орден Трудового Красного Знамени[2]
- Почётный знак «Первооткрыватель месторождения»[2].